# Rhododendron chunii
Rhododendron chunii är en ljungväxtart som beskrevs av Wen Pei Fang. Rhododendron chunii ingår i släktet rododendron, och familjen ljungväxter. Inga underarter finns listade i Catalogue of Life.